# Xuthos
Xuthos (altgriechisch Ξοῦθος Xoúthos) ist in der griechischen Mythologie der Sohn des Hellen und der Nymphe Orseis – oder, weniger geläufig, des Aiolos und der Enarete.
Seine Brüder Aiolos und Doros – die Stammväter der Aiolier bzw. Dorer – vertrieben ihn aus Iolkos, das er einige Zeit regierte, indem sie ihn bezichtigten, ihnen das väterliche Erbe gestohlen zu haben. Der athenische König Erechtheus gewährte ihm Asyl, und Xuthos heiratete seine Tochter Krëusa. Gemeinsam wurden sie Eltern von Diomede und Achaios und Ion. Letztere wurden zu den Stammvätern der Achaier und der Ionier. Xuthos gründete  die Tetrapolis, die aus den vier Orten Marathon (Μαραθών), Probalinthos (Προβάλινθος), Trikorythos (Τρικόρυθος) und Oinoe (Οἰνόη) bestand.
Nachdem Erechtheus gestorben war, schlug Xuthos dessen ältesten Sohn Kekrops II. als Nachfolger vor. Da diese Entscheidung dessen Brüdern missfiel, musste er Athen verlassen. Er ging in den Norden der Peloponnes, wo er in Aigialos, das später nach seinem Sohn in Achaia umbenannt wurde, starb.